# Neosparassus magareyi
Neosparassus magareyi là một loài nhện trong họ Sparassidae.
Loài này thuộc chi Neosparassus. Neosparassus magareyi được Henry Roughton Hogg miêu tả năm 1903.